# Bauer Hockey
Bauer Performance Sports Ltd. ist ein kanadischer Sportartikelhersteller insbesondere für Eishockey und Inlinehockey-Equipment, wo dieser eine führende Position einnimmt. Von 2005 bis 2008 gehörte das Unternehmen zu Nike und firmierte als Nike Bauer.
Das Sortiment umfasst Schutzausrüstung, darunter Eishockey-Helme, Handschuhe, Schläger, Schienbeinschoner, Schulter- und Ellenbogenschoner, Torhüterausrüstung sowie Schlittschuhe und Sporttextilien. Zu dem Hersteller gehört auch die Marke Mission, unter dieser werden ausschließlich Inlinehockey-Artikel angeboten.

## Geschichte
Die Familie Freibauer, Eigentümer der „Western Shoe Company“, gründete das Unternehmen Bauer in Kitchener (Ontario) im Jahre 1927.
Der Schuhhersteller Greb Industries übernahm das Unternehmen in den 1950er Jahren und integrierte es als eigene Abteilung, um dann selbst im Jahr 1974 durch die Firma Warrington Products übernommen zu werden.
1981 stieg der Skistiefel- und Schlittschuhunternehmer Icaro Olivieri in das Unternehmen ein und übernahm es 1988 vollständig. Das Unternehmen wurde in Canstar Sports umbenannt und das Sortiment auf Eishockeyausrüstung beschränkt.
Im Jahre 1994 wurde Canstar von Nike erworben und als Tochterunternehmen geführt. Im Jahre 2006 wurden die Bauer-Produkte mit der Veröffentlichung des Bauer Supreme One90 als Nike Bauer vermarktet. Dies waren die ersten Nike-Produkte überhaupt, die den Namen einer Tochtergesellschaft trugen.
Bauer Hockey wurde am 12. Februar 2008 für 200 Mio. US-$ an die Investoren Roustan, Inc. und Kohlberg & Co. verkauft. Die Markenrechte an der Marke „Bauer“ wurden mitverkauft. Seitdem tragen Bauer-Produkte nicht mehr das Nike Bauer-Logo, sondern ein Redesign des alten Bauer-Logos vor der Nike-Übernahme.
Am 25. September 2008 kündigte Bauer die Übernahme des Wettbewerbers Mission-Itech an. Die Marke Mission lief aus, und die Produkte werden seit 2009 von Bauer vermarktet. 2010 wurde auch die Firma Maverik Lacrosse übernommen. Im Jahr 2011 verkündete Bauer die Planung für die Umwandlung in eine Public Company und den damit verbundenen Börsengang an die Toronto Stock Exchange. Im Oktober 2016 meldete die Performance Sports Group zu der Bauer gehörte Konkurs an. Zuvor hatten viele Handelsketten enorme Ausstände bei Bauer, die nie beglichen wurden. Dies war teilweise durch Konkurse bedingt.
Das Bieterverfahren für den Verkauf des Unternehmens begann bei 575 Mio. US-Dollar. Im Ergebnis erhielt das Gemeinschaftsunternehmen Peak Achievement Athletics Inc. (Sagard Holdings Inc. und Fairfax Financial Holdings Limited) den Zuschlag.
Bis 2018 unterhielt das Unternehmen unter dem Namen „Own The Moment“ auch zwei Fachgeschäfte die nur Produkte der Marke verkauften, diese wurden an den Filialisten Pure Hockey verkauft und werden unter dem Namen „Bauer Hockey Experience“ weitergeführt.

## Produkte

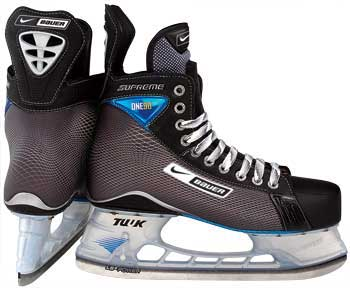
Nike Bauer Supreme One 90 von 2005

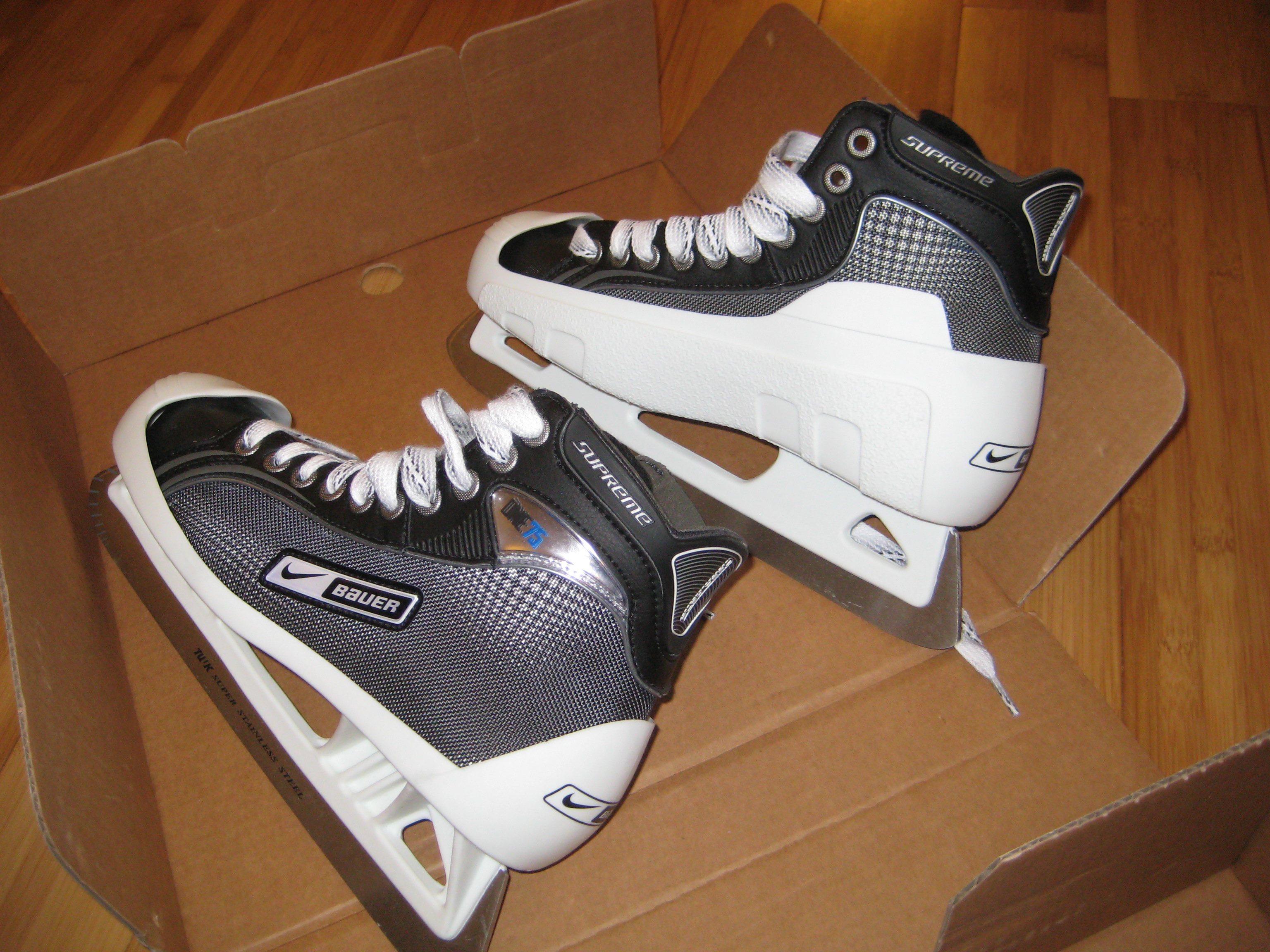
Torhüter-Schlittschuhe Nike Bauer Supreme One75 von 2005

Bauer war 1933 der erste Eishockeyausrüster, der begann, Schlittschuhe zu produzieren, deren Kufen fest am Stiefel angebracht waren. Der Stiefel wurde von Bauer hergestellt, die Kufe von der heute nicht mehr bestehenden Starr Manufacturing Company in Dartmouth (Nova Scotia). Diese Innovation wurde ursprünglich unter dem Markennamen Bauer Supreme vermarktet. Später wurde der Markt für Eishockey-Schlittschuhe von dem Konkurrenten CCM dominiert, der erfolgreich ab 1937 die Modelle von George Tackaberry unter dem Namen Tacks produzierte. Dieser Schuh wurde von allen NHL-Topscorern  in den Jahren 1939 bis 1969 getragen.
Der Name Bauer kehrte zu seiner einstigen Bekanntheit zurück, nachdem das Unternehmen den damaligen Superstar Bobby Hull als Werbeträger für Bauer-Skates engagierte.
Die aktuelle NHL-Regelung, die die Nutzung von extravaganten Skates untersagt, wurde am 24. September 1927 eingeführt und verbot gewissermaßen alle Schuhe, die keine Tube-Skates waren. Die Plastik- oder Gummistopper, die an der Ferse von späteren Tube Skates zu finden waren, wurden von CCM nach einer Verletzung von Maurice Richard, der in der ebendieser Saison 1958/59 bei den Canadiens de Montréal spielte, entwickelt. Sie wurde 1964 von der NHL verbindlich eingeführt.
In den frühen 1970er Jahren begann der Kanadier Jim Roberts, die zwischenzeitlich sehr bekannten Tuuk-Kufen zu tragen. Andere hochrangige Mannschaftskameraden wie Guy Lafleur, Steve Shutt und Jacques Lemaire folgten bald. Der Erfolg dieser Kufe war so groß, dass die verschiedenen Canstar-Marken wie Micron, Bauer etc. im Jahre 1995 in der NHL einen Marktanteil von ca. 70 % hatten. Deren Tuuk- und ICM-Kufen bzw. -Systeme zusammen sogar einen Anteil von 95 % verbuchen konnten, obwohl das ICM-System nicht mehr für Feldspieler, sondern nur noch für Torhüter angeboten wurde.
Im Jahre 1994 begann Bauer, das gelochte Tuuk-Chassis, welches das verbindende Ausrüstungsteil zwischen der Stahlkufe und dem eigentlichen Schuh ist, zu produzieren. Diese Erfindung ermöglichte leichtere und langlebigere Schlittschuhe, mit dem Einsatz von neuen Kunststoffen wurde das Gewicht und die Abriebfestigkeit gesenkt und die Steifigkeit des Schuhs erhöht. Die neuen Laufeigenschaften hatten auch Einfluss auf den Eishockeysport.
Die gegenwärtig aufwendigste Ausführung der Bauer-Skates ist der Bauer Supreme Total One MX3, der bei Einführung fast 1000 € kostete und eine Weiterentwicklung des Bauer Supreme TotalOne NXG ist. Dieser Schlittschuh verwendet ein Material, das nicht auf Epoxidharz basiert und 35–45 % leichter ist als sein Vorgänger, der Supreme One95. Der Supreme One95 wog in Größe 8 750 Gramm. Dieses geringe Gewicht wurde ohne die Verwendung von gelochten Kufen erreicht. Der Schuh wurde von bekannten Eishockeyspielern wie Mike Fisher, Erik Cole und Milan Lucic getragen. Für jene Läufer, die weiterhin einen Schlittschuh ähnlich dem One95 bevorzugten, wurde der One100 veröffentlicht. Dieser hat die gleichen Spezifikationen wie der One95, wobei der größte Unterschied im vorgeformten Schuh liegt (die Topmodelle werden individuell an die Fußform des Spielers angepasst). Durchschnittlich fünf Spieler pro NHL-Team tragen Schlittschuhe der Vapor-Serie. Der neueste Vapor-Schlittschuh ist der Vapor APX, der entsprechend die Nachfolge des Vapor X:60 antritt. Bauer brachte auch den X7.0 für diejenigen auf den Markt, die sich einen Schuh identisch zum X:60 wünschten. Dieser Schuh ist bei allen Spielerarten sehr beliebt und wird sogar von manchen NHL-Spielern wie Jewgeni Malkin, Phil Kessel und Teemu Selänne gegenüber dem APX bevorzugt.
- 1975 Bauer bringt das TUUK-System auf den Markt.
- 1995 Bauer entwickelt den leichtgewichtigen VAPOR-Schlittschuh und einen besseren Helm mit zwei verschiedenen Schaumdichten
- 2005 Bauer entwickelt den VAPOR XXX one piece Hockeyschläger.

Der Konkurrent CCM produziert bis 2006 (und erneut ab 2014) die „Tacks“-Serie. In jener Zeit hatte Bauer mit der Vapor-Serie großen Erfolg, auf welche die Serien Nexus und Supreme gefolgt sind.

## Bauer-Spieler

### Feldspieler
- Damien Brunner
- Adam Burish
- Gregory Campbell
- Brandon Dubinsky
- Jordan Eberle
- Claude Giroux
- Matt Greene
- Andy Greene
- Ryan Getzlaf
- Taylor Hall
- Peter Harrold
- Jeff Halpern
- Aleš Hemský
- Patrick Kane
- Evander Kane
- Mike Knuble
- Mike Komisarek
- Willie Mitchell
- Brendan Morrison
- Brooks Orpik
- Dustin Penner
- Oleksij Ponikarowskyj
- Brian Rafalski
- James van Riemsdyk
- Luke Schenn
- Justin Schultz
- Tyler Seguin
- Patrick Sharp
- James Sheppard
- Wjatscheslaw Woinow
- Greg Zanon
- Patrik Laine
- Jack Eichel

### Torhüter
- Peter Budaj
- Ilja Brysgalow
- Devan Dubnyk
- Brian Elliott
- Viktor Fasth
- Johan Hedberg
- Brent Johnson
- Miikka Kiprusoff
- Anders Lindbäck
- Henrik Lundqvist
- Jacob Markström
- Justin Peters
- James Reimer
- Tomáš Vokoun

## Populärkultur

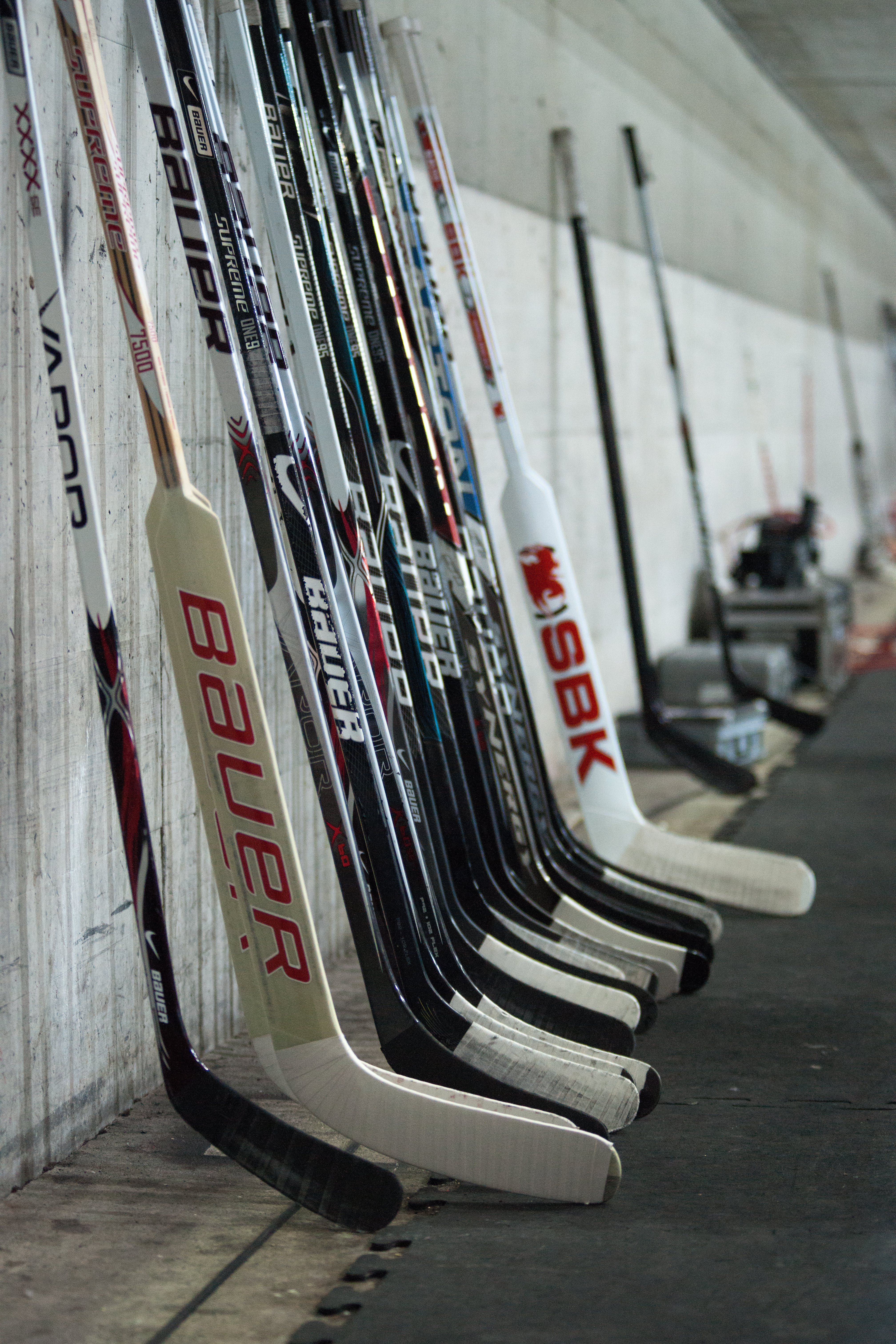
Hockeyschläger, davon der Großteil von der Firma Bauer

Der skandinavische Grafikdesigner und Typograf Samuel Park nahm den damaligen Schriftzug zum Anlass um im Jahr 2000 die Schriftart „Bauer“ zu kreieren, welche sehr beliebt ist und auf deren Grundlage viele Firmenschriftzüge entstanden. Die Bezeichnung Bauer kann auch als Provokation verstanden werden, da unter diesem Begriff bisher eine Variante der klassischen Schriftart Bodoni verstanden wurde.